# Жерновка (Валдайский район)
Жерновка — деревня в Валдайском районе Новгородской области. Входит в состав Любницкого сельского поселения.

## География
Деревня находится около автодороги А122, на расстоянии 29 км к западу от города Валдай, административного центра района.

### Часовой пояс
Деревня Жерновка, как и вся Новгородская область, находится в часовой зоне МСК (московское время). Смещение применяемого времени относительно UTC составляет +3:00.

## Население
| 2010 |
| ---- |
| 10   |